# Умершие в августе 2020 года
Это список известных людей, соответствующих установленным критериям значимости (см. Википедия:Критерии значимости персоналий), умерших в августе 2020 года.
Причина смерти указывается лишь в исключительных случаях (убийство, самоубийство, гибель в результате военных действий, смертная казнь, ДТП или несчастные случаи). В остальных случаях — не указывается.

## 31 августа
- Амирджанов, Артём Аркадьевич (74) — советский футболист («Иртыш»), российский тренер[1].
- Бойсан, Халдун (62) — турецкий актёр[2][3].
- Бочарова, Нина Антоновна (95) — советская гимнастка, двукратная чемпионка летних Олимпийских игр в Хельсинки (1952), заслуженный мастер спорта СССР (1952)[4].
- Д’Орей, Фриц (82) — бразильский автогонщик[5].
- Дубхаши, Падмакар (90) — индийский социолог[6].
- Кане, Паскаль (74) — французский кинорежиссёр и сценарист[7].
- Малышев, Алексей Александрович (91) — советский и российский актёр и режиссёр, заслуженный деятель искусств РСФСР (1980), главный режиссёр Тульского академического театра драмы (1987—1989)[8].
- Мариу, Пьетру (81) — бразильский актёр[9].
- Менди, Жан-Батист (57) — французский боксёр, чемпион мира по версии ВБС в лёгком весе (1996—1997) и чемпион мира по версии ВБА (1998—1999)[10].
- Мехраби, Масуд (66) — иранский журналист, писатель и карикатурист[11].
- Мукерджи, Пранаб Кумар (84) — индийский государственный деятель, президент Индии (2012—2017)[12].
- Ньева, Эдгардо (69) — аргентинский актёр[13].
- Паркинсон, Дон (77—78) — американский политический деятель, спикер Законодательного Собрания Гуама (1995—1997)[14].
- Петров, Борис Николаевич (82) — советский футболист («Локомотив» Москва) и тренер[15].
- Потрусов, Николай (51) — белорусский музыкант и композитор, клавишник ВИА «Песняры»[16].
- Сивер, Том (75) — американский бейсболист[17].
- Спенсер, Норм (62) — канадский актёр[18].
- Томпсон, Джон (78) — американский баскетболист и тренер, главный тренер национальной сборной — бронзового призёра летних Олимпийских игр в Сеуле (1988)[19].
- Фомина, Нелли Ефимовна (82) — советский и российский деятель кино, художник по костюмам киностудии «Мосфильм»[20].

## 30 августа
- Арль, Маргерит (101) — французский литературовед[21].
- Вальдеррама, Рикардо (75) — перуанский государственный деятель, мэр Куско (с 2019 года)[22].
- Везен, Жан (87) — французский историк[23].
- Галипо, Жак (96) — канадский актёр[24].
- Кужелев, Зиновий Ефимович (72) — советский и российский театральный деятель, основатель и художественный руководитель Камчатского театра кукол[25].
- Мараховский, Лев Георгиевич (86) — советский и российский хозяйственный и общественный деятель, директор Калининского комбината «Химволокно» (1968—1979)[26].
- Масудов, Фатхулла Хусанович (57) — узбекский актёр и театральный администратор, директор и художественный руководитель Узбекского национального академического драматического театра, заслуженный артист Республики Узбекистан (2003)[27].
- Паутов, Анатолий Михайлович (76) — российский трубач и военный дирижёр, профессор МГИМ им. А. Г. Шнитке[28].
- Прохоров, Анатолий Валентинович (72) — российский кино- и телепродюсер, лауреат Государственной премии Российской Федерации (2008)[29].
- Риссенберг, Илья Исаакович (72) — русский и украинский поэт[30].
- Ромо, Сесилия (74) — мексиканская актриса[31].
- Фергюсон, Ральф (90) — канадский государственный деятель, министр сельского хозяйства Канады (1984)[32].

## 29 августа
- Андреев, Владимир Алексеевич (90) — советский и российский актёр и режиссёр, художественный руководитель Московского драматического театра им. М. Н. Ермоловой (1990—2012); народный артист СССР (1985), полный кавалер ордена «За заслуги перед Отечеством»[33].
- Воронов, Владимир Михайлович (55) — российский тренер по смешанным единоборствам, заслуженный тренер России[34].
- Вязовский, Сергей (47) — российский поп-музыкант, солист группы «Фристайл»[35].
- Ди-Мелу-э-Кастру, Эрнесту Мануэл (88) — португальский и бразильский поэт[36].
- Полянский, Виталий Семёнович (83) — советский и российский учёный, ректор Горно-Алтайского педагогического института (1981—1987)[37].
- Робинсон, Клиффорд (53) — американский баскетболист[38].
- Теймурян, Сержик (46) — иранский футболист («Эстегляль», «Майнц 05»), брат Андраника Теймуряна; ДТП[39].
- Тихонов, Виктор Николаевич (71) — украинский государственный деятель, вице-премьер Украины (2010—2011) [источник не указан 1080 дней].
- Хромова, Лариса Николаевна (80) — советская и молдавская актриса, заслуженная артистка Молдавской ССР (1975)[40].
- Шерве, Фриц (77) — швейцарский боксёр, чемпион Европы (1972, 1973)[41].
- Шестаков, Михаил Юрьевич (61) — советский и российский скрипач, концертмейстер БСО имени П. И. Чайковского, народный артист Российской Федерации (2005)[42].

## 28 августа
- Анисимов, Вадим Алексеевич (85) — советский рабочий, строитель нефте- и газопроводов, Герой Социалистического Труда (1966)[43]
- Боузман, Чедвик (43) — американский актёр[44].
- Вальдес, Мануэль (89) — мексиканский актёр[45][46].
- Громыко, Марина Михайловна (92) — советский и российский историк и этнограф, доктор исторических наук (1966), профессор (1968)[47].
- Кенан, Рэндалл (57) — американский писатель[48].
- Лёгкая, Ираида Иоанновна (88) — русский поэт, журналист второй волны эмиграции[49].
- Линдбек, Ассар (90) — шведский экономист, член Шведской академии (о смерти объявлено в этот день)[50].
- Спаак, Антуанетта (92) — бельгийская политическая деятельница, председатель Парламента французской общины Бельгии[51].
- Хан, Рахат (79) — бангладешский писатель и журналист[52].
- Шварц, Сеймур (92) — американский хирург[53].
- Яковлев, Яков Семёнович (58) — саамский живописец, художник по оформлению книг, мастер декоративно-прикладного искусства[54].

## 27 августа
- Алексеева, Магда Иосифовна (88) — советская и российская писательница и журналистка[55].
- Армаджани, Сиа (81) — иранский и американский скульптор и архитектор[56].
- Битоляну, Ион (84) — румынский историк[57].
- Брайант, Дэвид (88) — британский боулер, многократный чемпион мира[58].
- Валеев, Мударрис Харисович (67) — советский и российский татарский поэт и переводчик[59].
- Горевой, Анатолий Георгиевич (68) — советский и российский артист оперетты, артист Саратовского театра оперетты (с 1984), заслуженный артист России (1998)[60].
- Камути, Ласло (80) — венгерский фехтовальщик, участник летних Олимпийских игр в Риме (1960), в Токио (1964), в Мехико (1968) и в Мюнхене (1972)[61].
- Касс, Дэвид (78) — американский кинорежиссёр и актёр[62][63].
- Кордеро-Фернандо, Хильда (90) — филиппинская писательница[64].
- Крашенинникова, Алиса Владимировна (87) — советская волейболистка, двукратная чемпионка мира (1956 и 1960), заслуженный мастер спорта СССР (1960)[65].
- Лакшманан А. Р. (78) — индийский юрист, председатель Юридической комиссии Индии (2006—2009)[66].
- Ликасси, Питер (61) — американский актёр; самоубийство[67].
- Маккейб, Юджин (90) — ирландский писатель и сценарист[68].
- Масуко, Осаму (71) — японский бизнесмен, президент компании «Mitsubishi» (2007—2020)[69].
- Местеш, Адриана (64) — румынская оперная певица (сопрано), солистка Румынской национальной оперы[70].
- Олсон, Лют (85) — американский баскетбольный тренер, тренер национальной сборной — чемпиона мира (1986)[71].
- Саккомани, Арнальдо (71) — бразильский композитор и музыкант[72].
- Стецько, Богдан Теодорович (76) — советский и украинский актёр, артист Тернопольского областного театра драмы[73].
- Стюарт, Барри (86) — австралийский гребец-байдарочник, участник четырёх летних Олимпийских игр (1956, 1960, 1964, 1968)[74].
- Тимтик, Эбру (42) — турецкая правозащитница[75].
- Фишер, Йозеф (90) — немецкий бизнесмен, владелец компании Fischer по производству лыж[76].
- Харагути, Нориюки (74) — японский скульптор[77].
- Хуссейни, Имдад (80) — пакистанский писатель и поэт[78].
- Хуттунен, Арви Иванович (97) — советский и российский живописец, заслуженный художник Российской Федерации (2007)[79].
- Цао Чунань (90) — китайский электрохимик, член Китайской академии наук (1991)[80].
- Шпицер, Василий Иванович (72) — украинский государственный деятель и изобретатель, мэр Львова (1990—1994)[81].

## 26 августа
- Альпертен, Юрий (63) — эстонский дирижёр[82].
- Булыгин, Аркадий Васильевич (74) — советский и российский художник[83].
- Грудцин, Лев Владимирович (73) — советский и российский скрипач, дирижёр, педагог[84].
- Дюшато, Андре-Поль (95) — бельгийский писатель и автор комиксов[85].
- Жмакин, Фёдор Григорьевич (90) — советский передовик промышленного производства, Герой Социалистического Труда (1974)[86].
- Карр, Джеральд Пол (88) — американский астронавт[87].
- Коисикава, Масахиро (68) — японский астроном[88].
- Ламьель, Хосе (96) — испанский художник и скульптор[89].
- Мадж, Дирк (92) — намибийский и южноафриканский политический деятель[90].
- Мухаркин, Вилен Дмитриевич (95) — советский и российский художник[91].
- Руби, Джо (87) — американский художник-аниматор, один из авторов франшизы «Скуби-Ду»[92].
- Саттаров, Гумар Фаизович (88) — советский и российский татарский филолог, заслуженный деятель науки Российской Федерации (2003)[93].

## 25 августа
- Барьяхтар, Виктор Григорьевич (90) — советский и украинский физик-теоретик, академик АН УССР/НАНУ (1978), Герой Украины (2010)[94].
- Белаунде Терри, Франсиско (96) — перуанский государственный деятель, президент Конгресса Республики Перу (1980—1981)[95].
- Джонсон, Дональд Бартон (87) — американский славист, профессор Калифорнийского университета в Санта-Барбаре, специалист по творчеству Владимира Набокова[96].
- Икромова, Дильбар (73) — советская и узбекская актриса театра и кино, артистка Узбекского национального академического драматического театра, народная артистка Узбекистана (2001)[97].
- Канне-Мейер, Кора (91) — нидерландская оперная певица (меццо-сопрано)[98].
- Ле Кор, Ивон (80) — французский художник и мореплаватель[99].
- Нараин, Сасе (95) — гайанский юрист и политический деятель, спикер Национальной ассамблеи Гайаны (1971—1992)[100].
- Никонов, Владимир Леонидович (82) — советский артист балета и балетный педагог, солист Большого театра (1957—1978), народный артист РСФСР (1976)[101].
- Спатари, Ник (91) — итальянский художник и скульптор[102].
- Спилберг, Арнольд (103) — американский инженер-электрик, соразработчик GE-225, отец Стивена Спилберга[103].
- Хименес, Моника (79) — чилийская государственная деятельница и дипломат, министр образования (2008—2010), посол Чили в Израиле (2016—2018)[104].

## 24 августа
- Александров, Стоян (81) — болгарский экономист и государственный деятель, министр финансов Болгарии (1992—1994)[105].
- Барабанщиков, Григорий Степанович (88) — советский и российский журналист, диктор радио и телевидения телерадиокомпании «Т7»[106].
- Баразбиев, Исмаил Харунович (81) — советский и российский балкарский театральный актёр, артист Кабардино-Балкарского театра драмы имени А. Шогенцукова, заслуженный артист России[107].
- Де Херт, Роббе (77) — бельгийский кинорежиссёр[108].
- Дину, Салвиу (88) — бразильский политический деятель, депутат Палаты представителей Конгресса Бразилии[109].
- Жабран, Турия (67) — марокканская актриса, министр культуры Марокко[110].
- Леви, Арриго (94) — итальянский журналист, управляющий директор La Stampa (1973—1978)[111].
- Лиссуба, Паскаль (88) — конголезский государственный деятель, премьер-министр (1963—1966), президент (1992—1997)[112].
- Лялин, Вадим Евгеньевич (69) — советский и российский учёный, доктор технических, экономических и геолого-минералогических наук[113].
- Махмудов, Шароф (89) — советский и таджикский государственный деятель, министр юстиции Таджикской ССР (1978—1990), председатель Верховного суда Таджикистана (1990—1994)[114].
- Пушкин, Виктор Васильевич (81) — советский и российский тренер по лёгкой атлетике, заслуженный тренер РСФСР, отец Оксаны Пушкиной[115].
- Сертич, Марк (99) — американский хоккеист и тренер[116].
- Ульман, Вольфганг (85) — немецкий шахматист, гроссмейстер (1959)[117].
- Чех, Ласло (68) — венгерский пловец, участник летних Олимпийских игр в Мехико (1968) и в Мюнхене (1972)[118].

## 23 августа
- Алданов, Ермек (73) — советский и казахстанский общественный деятель, тележурналист и публицист[119].
- Безина, Александра Константиновна (88) — советский и российский правовед, доктор юридических наук, профессор кафедры гражданского права и процесса юридического факультета КФУ[120].
- Ватанабэ, Кодзо (88) — японский политический деятель, член Палаты представителей (1969—2012)[121].
- Демидов, Павел Евгеньевич (49) — российский спелеолог; несчастный случай[122].
- Краузе, Дитер (84) — восточногерманский гребец-байдарочник, чемпион летних Олимпийских игр в Риме (1960), чемпион мира (1963), чемпион Европы (1959, 1961, 1963)[123].
- Нельсон, Лори (87) — американская актриса и фотомодель[124].
- Остапенко, Николай Андреевич (76) — российский учёный в области аэродинамики, доктор физико-математических наук (1995), профессор кафедры аэромеханики и газовой динамики мехмата МГУ, заместитель директора НИИМ (с 2001 года)[125].
- Поулопулос, Яннис (79) — греческий певец и автор песен[126].
- Прудскова, Валентина Александровна (81) — советская рапиристка, чемпионка летних Олимпийских игр в Риме (1960), чемпионка мира (1958, 1961, 1965, 1966), заслуженный мастер спорта СССР (1960)[127].
- Радж, Энтони Бхаскар (95) — индийский кинорежиссёр[128].
- Серафини, Луиджи (69) — итальянский баскетболист, бронзовый призёр чемпионата Европы по баскетболу в ФРГ (1971)[129].
- Тайнэн, Джон (94) — новозеландский крикетист и хоккеист (хоккей на траве), полузащитник[130].
- Чан, Бенни (58) — гонконгский кинорежиссёр[131].
- Эрл, Джастин Таунс (38) — американский певец, музыкант и автор песен[132].
- Янён, Мария (93) — польский литературовед и историк культуры[133].

## 22 августа
- Ахенбах, Ян (85) — американский учёный, член Национальной академии наук США (1992)[134].
- Белкин, Владлен Николаевич (89) — советский и российский поэт[135].
- Блом, Фредди (116) — южноафриканский супердолгожитель[136].
- Васецкий, Сергей Григорьевич (85) — советский и российский биолог, доктор биологических наук, профессор[137].
- Дмитриев, Валентин Иванович (93) — советский и российский партийный деятель и дипломат, первый секретарь Челябинского горкома КПСС (1970—1979), Чрезвычайный и Полномочный Посол СССР в Эфиопии (1986—1990)[138].
- Жула, Эмил (40) — румынский футболист[139].
- Камалов, Карим Джамалович (63) — узбекский государственный деятель, хоким Бухарской области (1997—2011 и с 2020)[140].
- Лур, Уолтер (71) — американский гитарист (The Heartbreakers)[141].
- Марков, Николай Иванович (84) — советский футболист и игрок в хоккей с мячом, выступавший за казанский «Рубин» (1959—1969)[142].
- Маццинги, Алессандро (81) — итальянский боксёр, чемпион мира по версии ВБА в полусреднем весе (1963—1965, 1968)[143].
- Нахера, Педро (91) — мексиканский футболист, игрок национальной сборной, участник чемпионатов мира (1954, 1962)[144].
- Охала, Джон (79) — американский лингвист[145].
- Пономаренко, Анатолий Яковлевич (75) — советский и российский оперный певец (баритон), солист Самарского театра оперы и балета, народный артист РСФСР (1986)[146].
- Рич, Аллан (94) — американский киноактёр[147].
- Улла Пиа (75) — датская певица и актриса[148].
- Хак, Мринал (61) — бангладешский художник и скульптор[149].
- Хеннелёва, Юзефа (95) — польская журналистка, депутат Сейма (1989—1993)[150].
- Христофоров, Борис Юрьевич (89) — советский киноактёр (о смерти стало известно в этот день)[151].

## 21 августа
- Ауреджи, Альдо (88) — итальянский фехтовальщик, серебряный призёр летних Олимпийских игр в Риме (1960)[152].
- Багдасаров, Михаил Иванович (61) — армянский предприниматель[153].
- Бен Рехаем, Мохамед (69) — тунисский футболист, игрок «Сфаксьен», «Ан-Наср» и национальной сборной, участник чемпионата мира по футболу (1978)[154].
- Вишерс, Жак (79) — нидерландский футболист (НАК Бреда)[155].
- Гальярдо, Мануэль (85) — испанский актёр[156].
- Геддиш, Мохамед (78) — тунисский кардиолог[157].
- Демидова, Елизавета Алексеевна (66) — российская поэтесса[158].
- Исаков, Константин Александрович (53) — советский хоккеист, выступавший в составе челябинского «Трактора» (1987—1992)[159].
- Киселёв, Александр Васильевич (76) — советский и российский режиссёр-документалист[160].
- Небольсин, Аркадий Ростиславович (87) — американский историк культуры, искусствовед[161].
- Робинсон, Кен (70) — английский писатель и международный советник по вопросам образования в области искусства[162].
- Томяк, Томаш (52) — польский гребец академического стиля, бронзовый призёр летних Олимпийских игр в Барселоне (1992)[163].
- Шер, Мирон Наумович (68) — российский и американский шахматист, гроссмейстер (1992), тренер[164].

## 20 августа
- Банали, Фрэнки (68) — американский барабанщик (Quiet Riot, W.A.S.P.)[165].
- Банфаи, Агнеш (68) — венгерская гимнастка, бронзовый призёр чемпионата мира по спортивной гимнастике в Варне (1974)[166].
- Бизенджо, Хасил (62) — пакистанский государственный деятель, министр морских дел (2016—2018)[167].
- Валицкий, Анджей (90) — польский историк философии, академик Польской академии наук (1998)[168].
- Вебер, Арнольд Р (90) — американский деятель образования, президент Северо-Западного университета (1984—1994)[169].
- Гольдберг, Залман Нехемия (89) — израильский раввин[170].
- Гочияева, Любовь Солтан-Хамитовна (70) — советская и российская театральная актриса, артистка Карачаево-Черкесского театра драмы, заслуженная артистка Российской Федерации (1994)[171].
- Джурич, Антоние (91) — югославский и сербский писатель и журналист[172].
- Костич, Бранко (80) — югославский государственный деятель, председатель Президиума СР Черногории (1989—1990), Председатель Президиума СФРЮ (1991—1992)[173].
- Милькович, Зоран (73) — сербский актёр театра и кино[174].
- Минасов, Георгий Вартанович (87) — армянский музыкант-дудукист, заслуженный артист Армении[175].
- Пожарский, Святослав Дмитриевич (79) — советский и российский психолог и акмеолог, основоположник теории совершенствования человека[176].
- Пьянков, Игорь Васильевич (84) — советский и российский специалист по истории Древнего Востока, доктор исторических наук (1985), профессор кафедры всеобщей истории НовГУ (1994)[177].
- Рехуш, Дьёрдь (74) — венгерский тяжелоатлет, бронзовый призёр чемпионата Европы (1977)[178].
- Салифов, Надир (47) — азербайджанский криминальный авторитет; убит[179].
- Щепаник, Пётр (78) — польский певец, актёр и гитарист[180].

## 19 августа
- Асеведо, Яманду (56) — уругвайский и венесуэльский актёр[181].
- Ганак, Людовит (79) — словацкий режиссёр-документалист[182].
- Гортон, Слейд (92) — американский политический деятель, сенатор США от штата Вашингтон[183].
- Догэреску, Георге (60) — румынский гандболист, бронзовый призёр летних Олимпийских игр в Лос-Анджелесе (1984)[184].
- Дуров, Владимир Алексеевич (70) — российский физикохимик,  заслуженный профессор МГУ (2011)[185].
- Костина, Оксана Владимировна (73) — российский искусствовед, почётный член РАХ[186].
- Лапкин, Олег Александрович (79) — советский спортивный стрелок, трёхкратный чемпион мира по пулевой стрельбе в американском Фениксе (1970); заслуженный тренер СССР[187].
- Патон, Борис Евгеньевич (101) — советский и украинский учёный в области металлургии и технологии металлов, академик АН СССР/РАН (1962), академик (1958) и президент (с 1962 года) АН УССР/НАНУ, дважды Герой Социалистического Труда (1969, 1978), Герой Украины (1998), сын Е. О. Патона[188].
- Савельева, Ирина Николаевна (89) — советская и белорусская балерина и хореограф, солистка балета ГАБТа Беларуси, народная артистка Белорусской ССР (1964)[189] Архивная копия от 21 августа 2020 на Wayback Machine.
- Смирнов, Сергей Михайлович (92) — советский военный деятель, начальник политуправления ВДВ СССР (1979—1990), генерал-лейтенант[190].
- Шимон, Агнеш (85) — венгерская, нидерландская и западногерманская спортсменка (настольный теннис), чемпионка мира (1957), трёхкратная чемпионка Европы (1962, 1962, 1968)[191].

## 18 августа
- Амвросий (Парашкевов) (78) — епископ Болгарской православной церкви, митрополит Доростольский (с 2010 года)[192].
- Бобоев, Тошбой Бобоевич (77) — таджикский физик, доктор физико-математических наук (1992), профессор (1993), член-корреспондент Академии наук Республики Таджикистан (2017)[193].
- Варламов, Иван Алексеевич (82) — советский футболист, обладатель Кубка СССР (1965) в составе московского «Спартака»[194].
- Гладких, Вячеслав Владимирович (44) — российский военачальник, генерал-майор (2016); убит[195].
- Годник, Симон Моисеевич (90) — советский и российский педагог, доктор педагогических наук (1990), профессор[196].
- Гхимире, Мадхав Прасад (101) — непальский поэт[197].
- Денисова, Генриетта Михайловна (Курочкина) (92) — советская и российская оперная певица (контральто), солистка Челябинского театра оперы и балета имени М. И. Глинки (1955—1985), заслуженная артистка РСФСР (1983)[198].
- Ивакин, Алексей Геннадьевич (47) — русский писатель.
- Иорданский, Николай Николаевич (82) — советский и российский биолог, эволюционист, доктор биологических наук[199].
- Кросс, Бен (72) — британский актёр, режиссёр, писатель и музыкант[200].
- Нуркенова, Разия Тулеуовна (52) — советская и российская футболистка и тренер, тренер женской сборной Казахстана по футболу[201].
- Пургалин, Борис Лазаревич (84) — советский и российский поэт-песенник и сценарист развлекательных программ; самоубийство[202].
- Ромити, Чезаре (97) — итальянский экономист и бизнесмен, совладелец FIAT[203].
- Фицалович, Кристина Павловна (82) — советская и украинская актриса и певица, народная артистка Украинской ССР (1984)[204].
- Хаверчук, Дэйл (57) — канадский хоккеист и тренер, игрок национальной сборной, призёр чемпионатов мира (1982, 1986, 1989), член Зала хоккейной славы (2001)[205].
- Худайбергенов, Атаулла Маткаримович (80) — советский и узбекский хозяйственный деятель, управляющий треста «Каракалпакхлопкопром» (1975—1986)[206].
- Шерман, Джек (64) — американский гитарист, участник рок-группы Red Hot Chili Peppers[207].

## 17 августа
- Абидова, Мухаббат Фазыловна (88) — советский и узбекский химик, действительный член Академии наук Узбекистана (2000)[208].
- Альварес, Сара (39) — филиппинская правозащитница; убита[209].
- Альневик, Фольке (100) — шведский легкоатлет, бронзовый призёр летних Олимпийских игр в Лондоне (1948)[210].
- Анхелес, Норберто (43) — мексиканский футболист («Крус Асуль», «Керетаро», «Лобос БУАП»)[211].
- Бранко, Павел (99) — словацкий кинокритик, кинопублицист, переводчик и теоретик документального кино[212].
- Варданян, Размик Левонович (80) — советский и армянский химик, доктор химических наук, профессор[213].
- Грушевский, Александр Васильевич (87) — советский шахматист, восьмикратный чемпион Узбекской ССР[214].
- Залшупин, Жоржи (98) — бразильский архитектор и дизайнер[215].
- Камат, Нишкант (50) — индийский кинорежиссёр[216][217].
- Коутиньо, Элсимар (90) — бразильский учёный в области гинекологии[218].
- Пандит Джасрадж (90) — индийский вокалист индийской классической музыки[219].
- Речман, Виктор Фёдорович (81) — советский и российский актёр, заслуженный артист Российской Федерации (1999)[220].
- Стецюра, Олег Николаевич (68) — советский и российский аукционист, создатель и президент аукционного дома «Гелос» (1988)[221],.
- Теодоридис, Саввас (85) — греческий футболист, игрок национальной сборной[222].
- Чауш, Али (72) — тунисский государственный деятель, министр внутренних дел[223].

## 16 августа
- Алексашин, Дмитрий Яковлевич (71) — российский тренер по биатлону и спортивный функционер, вице-президент Союза биатлонистов России, заслуженный тренер России[224].
- Губенко, Николай Николаевич (78) — советский и российский актёр театра и кино, сценарист, режиссёр, народный артист РСФСР (1985), министр культуры СССР (1989—1991), муж актрисы Жанны Болотовой[225].
- Доктерс ван Левен, Артур (75) — нидерландский государственный деятель, глава Службы внутренней безопасности (1989—1995), председатель Нидерландского Управления по финансовым рынкам (1999—2007)[226] (о смерти объявлено в этот день).
- Замбалов, Сергей Жалсанович (55) — советский и российский борец вольного стиля, бронзовый призёр чемпионата мира (1993), бронзовый призёр чемпионата Европы (1994), чемпион СССР (1990) и России (1993)[227].
- Ионицэ, Виорика (65) — румынская гандболистка, участница летних Олимпийских игр 1976 года в Монреале[228].
- Исмоилов, Джамшед (64) — таджикский певец, заслуженный артист Таджикистана, замминистра культуры республики (1995—2001)[229].
- Кэрролл, Томми (77) — ирландский футболист, игрок национальной сборной (1968—1973)[230].
- Лушин, Сергей Михайлович (59) — российский футбольный тренер[231].
- Макклелланд, Нина (90) — американский химик[232].
- Мофид, Бахман (78) — иранский актёр[233].
- Назарбаев, Айсултан Рахатович (29) — казахский футболист и бизнесмен, внук Нурсултана Назарбаева[234].
- Портер, Чарльз (77) — австралийский легкоатлет, серебряный призёр летних Олимпийских игр в Мельбурне (1956)[235].
- Савеан, Жан-Мишель (86) — французский электрохимик, член Французской академии наук (2000), один из создателей молекулярной электрохимии[236].
- Фолькерт, Георг (74) — немецкий футболист, игрок сборной ФРГ[237].
- Шафат, Гершон (92) — израильский политический деятель, депутат Кнессета (1984—1992)[238].

## 15 августа
- Бакстон, Анджела (87) — британская теннисистка-любительница, победительница чемпионата Франции и Уимблдонского турнира 1956 года в женском парном разряде[239].
- Басир, Муртаджа (87) — бангладешский художник и писатель[240].
- Борисовский, Виктор Александрович (73) — советский и российский архитектор-реставратор и бард[241].
- Вуец, Генрик (79) — польский политический деятель, депутат Сейма (1989—2001)[242].
- Габизон, Рут (75) — израильский юрист и правозащитник, профессор права в Еврейском университете Иерусалима; лауреат Премии Израиля (2011)[243].
- Гвин, Ричард (86) — канадский журналист, историк и писатель[244].
- Гершт, Борис Иосифович (83) — советский и российский театральный и телевизионный режиссёр, телеведущий и поэт[245].
- Голощапов, Николай Яковлевич (79) — советский и украинский музыкант и деятель образования, основатель и руководитель эстрадно-джазового отделения Одесского училища искусств и культуры, организатор и руководитель Молодёжного джаз-оркестра, заслуженный работник культуры Украины[246].
- Джута, Уилберфорс — нигерийский государственный деятель, губернатор штата Гонгола (1983)[247].
- Запорожец, Иван Иванович (79) — советский и украинский организатор сельскохозяйственного производства, председатель колхоза имени Энгельса Новопсковского района Луганской области, Герой Украины (1999)[248].
- Келана, Юсуф — малайзийский кинорежиссёр[249].
- Кристи, Стюарт (74) — шотландский писатель[250].
- Обрадович, Светозар (69) — сербский писатель, автор комиксов[251].
- Трамп, Роберт (71) — американский бизнесмен, брат Дональда Трампа[252].

## 14 августа
- Апопий, Виктор Владимирович (79) — украинский экономист, доктор экономических наук, профессор, заведующий кафедрой коммерческой деятельности и предпринимательства Львовской коммерческой академии; заслуженный работник образования и науки Украины[253].
- Ахтямов, Азамат Мухтарович (58) — российский математик и физик, доктор физико-математических наук, профессор Башкирского государственного университета[254].
- Бадия-и-Баталья, Франсеск (97) — андоррский государственный служащий, главный епископальный магистрат Андорры (1972—1993)[255].
- Бинкли, Хауэлл (64) — американский художник по свету, лауреат премии «Тони» за лучший свет в мюзикле (2006)[256].
- Брим, Джулиан (87) — английский классический гитарист и лютнист[257].
- Демарчик, Эва (79) — польская певица[258].
- Жан-Жозеф, Эрнст (72) — гаитянский футболист, игрок национальной сборной[259].
- Лаптев, Александр Петрович (91) — советский и российский медицинский исследователь и деятель образования, доктор медицинских наук, профессор ГЦОЛИФКа[260].
- Легкоступова, Валентина Валерьевна (54) — советская и российская эстрадная певица, заслуженная артистка России (2001)[261].
- Мамани, Мойзес (50) — перуанский политик, депутат парламента Перу[262].
- Мэнз, Линда (58) — американская актриса[263][264].
- Ойкарайнен, Калеви (84) — финский лыжник, бронзовый призёр зимних Олимпийских игр в Гренобле (1968), чемпион мира (1970)[265].
- Порохня, Леонид Иванович (60) — российский киносценарист и драматург[266].
- Тахирович, Несим (78) — югославский и боснийский художник[267].
- Томпсон, Джеймс Роберт (84) — американский государственный деятель, губернатор Иллинойса (1977—1991), председатель Консультативного совета по надзору за разведкой (1990—1993)[268].
- Уэй, Пит (69) — британский бас-гитарист, один из основателей группы UFO; несчастный случай[269].
- Форсайт, Том (71) — шотландский футболист, игрок «Рейнджерс» и национальной сборной, участник чемпионата мира (1978)[270].
- Швикар (81) — египетская киноактриса[271].

## 13 августа
- Бахаев, Владимир Петрович (70) — советский хоккеист с мячом («Кузбасс»), мастер спорта СССР[272].
- Бурштейн, Анатолий Израилевич (85) — советский и израильский физик-теоретик, доктор физико-математических наук (1969), профессор химии Вейцмановского института (1993)[273].
- Вебе, Освальдо эль Турко (63) — аргентинский писатель и журналист[274].
- Вивас, Дарио (70) — венесуэльский государственный деятель, глава правительства столичного округа Венесуэлы (с 2020 года)[275].
- Дюмон, Мишель (79) — канадский актёр[276][277].
- Жердев, Вадим Владимирович (60) — советский и российский футболист и тренер[278].
- Келди, Гулназар (74) — таджикский поэт, автор слов Национального гимна Республики Таджикистан[279].
- Куницкий, Сергей Григорьевич (35) — российский актёр театра и кино[280][281].
- Михайлов, Бисер (77) — болгарский футболист («Левски», национальная сборная Болгарии)[282].
- Муродова, Дилора Ахмедовна (65) — узбекский музыковед, ректор Узбекской государственной консерватории (2005—2013)[283].
- Перепечаенко, Раиса Степановна (92) — советский передовик пищевого производства, мастер-сыродел Покровского сырзавода Министерства мясной и молочной промышленности Украинской ССР, Днепропетровская область, Герой Социалистического Труда (1971)[284].
- Раджабов, Тельман Дадаевич (85) — советский и узбекский физик, действительный член Академии наук Узбекистана (1995)[285].
- Собко, Вадим Павлович (49) — российский хозяйственный деятель, управляющий директор Рыбинского судостроительного завода «Вымпел» (2020)[286].
- Уртадо, Лучита (99) — американская художница[287].
- Февр, Жак (87) — французский футболист, игрок «Ниццы» (1956—1960), чемпион Франции (1958/1959)[288].
- Феррандо, Джанкарло (80) — итальянский оператор-постановщик[289][290].
- Филиппов, Евгений Михайлович (95) — советский и украинский геофизик, доктор геолого-минералогических наук (1965), профессор (1969)[291].
- Хан, Стефан (99) — польский метролог, действительный член Польской академии наук (2002)[292].
- Экклсхолл, Крис (72) — британский дизайнер гитар[293].

## 12 августа
- Александрова, Елизавета Николаевна (89) — советский и российский художник[294].
- Билязе, Александр Алексеевич (93) — советский тренер по лёгкой атлетике, заслуженный тренер СССР (1980)[295].
- Бирош, Павол (67) — чехословацкий футболист, чемпион Европы в составе сборной Чехословакии (1976)[296].
- Бринтруп, Сибил (66) — чилийский художник[297].
- Воронина, Татьяна Андреевна (70) — российский историк, доктор исторических наук (2011), сотрудник отдела русского народа ИЭА РАН[298].
- Даниличев, Владимир Фёдорович (80) — советский и российский офтальмолог, доктор медицинских наук (1984), профессор, начальник кафедры офтальмологии ВМА — главный офтальмолог МО СССР/России (1989—2000)[299].
- Джаниев, Зелимхан Ахметович (81) — советский и российский ингушский кинорежиссёр, писатель и композитор-песенник[300].
- Ефимов, Игорь Маркович (83) — советский и американский русский писатель, философ, историк[301].
- Жидяев, Павел Сергеевич (86) — советский и российский строитель, заслуженный строитель РСФСР, ведущий организатор строительства Североморска[302].
- Кульчар, Гергей (86) — венгерский легкоатлет (метание копья), трёхкратный призёр летних Олимпийских игр: серебро — в Токио (1964), бронза — в Риме (1960) и в Мехико (1968)[303].
- Лоренцини, Эдмондо (82) — итальянский футболист («Болонья»)[304].
- Мигель, Моника (84) — мексиканская актриса, певица и режиссёр[305].
- Момунова, Гулсайра (82) — советская и киргизская поэтесса, народный поэт Кыргызской Республики[306].
- Переяславец, Михаил Владимирович (71) — советский и российский скульптор, народный художник Российской Федерации (1995), академик РАХ (1997), сын В. И. Переяславца[307].
- Тимченко, Иван Артёмович (81) — советский и украинский юрист, председатель Конституционного суда Украины (1996—1999), заслуженный юрист Украины[308].
- Трубецков, Дмитрий Иванович (82) — советский и российский физик, ректор Саратовского университета (1994—2003), член-корреспондент РАН (1991)[309].
- Хартлайн, Мэри (92) — американская актриса и модель[310].

## 11 августа
- Барбариуш, Алексей Эдуардович (71) — советский регбист и спортивный функционер[311].
- Берри, Белле (54) — французская певица (Paris Combo) и актриса[312].
- Болбат, Леонид Константинович (84) — советский и украинский художник[313].
- Гайдучикова-Плоханёва, Божена (91) — словацкий художник-карикатурист[314].
- Герман, Оливиу (90) — румынский государственный деятель, сенатор (1990—2001), президент Сената Румынии (1992—1996)[315].
- Диссанайяке, Дхаммика Ганганатх (62) — шри-ланкийский дипломат, посол Шри-Ланки в Японии[316].
- Индори, Рахат (70) — индийский поэт[317].
- Кирш, Расселл (91) — американский инженер и изобретатель, известный стандартизацией квадратного пикселя и разработкой технологии сканирования[318].
- Кэррингтон, Уолтер (90) — американский дипломат, посол США в Сенегале (1980—1981) и Нигерии (1993—1997)[319].
- Лопес, Трини (83) — американский певец, гитарист, актёр[320].
- Мароевич, Тонко (78 или 79) — хорватский писатель, литературный критик и публицист[321].
- Неменко, Леонид Петрович (82) — советский и российский геолог, руководитель Калужской геолого-геофизической экспедиции (1977—1998), лауреат Государственной премии СССР[322].
- Редстоун, Самнер (97) — американский предприниматель[323].
- Сафиуллин, Анвар Шакирзянович (93) — советский и российский передовик промышленного производства, мастер, оператор по добыче нефти и газа НГДУ «Альметьевнефть», Герой Социалистического Труда (1973)[324].
- Форсмарк, Йёран (65) — шведский актёр[325].

## 10 августа
- Аллен, Рэймонд (91) — американский актёр[326].
- Ацесбергер, Курт (60) — австрийский оперный певец (тенор)[327].
- Балишевский, Дариуш (74) — польский историк, журналист и писатель[328].
- Бози, Сильвана (86) — итальянская актриса[329][330].
- Ватари, Тэцуя (78) — японский киноактёр[331].
- Каримова, Роза Шайхутдиновна (84) — советская и российская актриса, артистка Башкирского театра драмы (1959—1989) и Башкирского ТЮЗа (1989—1995), заслуженная артистка РСФСР (1985)[332].
- Кривошеев, Егор Сергеевич (90) — советский и российский передовик сельского хозяйства, Герой Социалистического Труда (1966) (о смерти объявлено в этот день)[333].
- Лангснер, Хакобо (93) — уругвайский писатель и сценарист[334].
- Лукас, Вика — новозеландский модельер[335].
- Марфунин, Арнольд Сергеевич (93) — советский и российский минералог, член-корреспондент РАН (1991; член-корреспондент АН СССР с 1987)[336].
- Попович, Владица (85) — югославский футболист и тренер, пятикратный чемпион Югославии (1955/56, 1956/57, 1958/59, 1959/60, 1963/64) в составе клуба «Црвена звезда», серебряный призёр летних Олимпийских игр (1956)[337].
- Тарайковский, Александр Валерьевич (34) — первый погибший на белорусских акциях протеста 2020 года, чья смерть была официально подтверждена[338].
- Санович, Виктор Соломонович (80) — советский и российский филолог-японист, востоковед, переводчик[339].
- Сатиан, Марлен Акимович (89) — советский и армянский геолог, доктор геолого-минералогических наук (1980), заслуженный геолог Армении, лауреат медали Анании Ширакаци за выдающиеся научные достижения и открытия[340].
- Тиндалл, Майк (79) — английский футболист («Астон Вилла») (1959—1968)[341].
- Фаркаш, Имре (85) — венгерский гребец-каноист, бронзовый призёр летних Олимпийских игр в Мельбурне (1956) и в Риме (1960)[342].
- Финли, Майк (70) — американский писатель и поэт[343].

## 9 августа
- Али, Алаутдин (67) — бангладешский композитор[344].
- Бёрч, Мартин (71) — британский музыкальный продюсер[345].
- Боттини, Анна Мария (104) — итальянская актриса[346].
- Валери, Франка (100) — итальянская актриса[347].
- Гартелла Палмер, Фернандо (31) — испанский подводный режиссёр и оператор документалист; несчастный случай[348].
- Гюрова, Димитрина (85) — болгарский театральный режиссёр, народная артистка НРБ[349].
- Иваний, Владимир Степанович (72) — советский и украинский физик и педагог, ректор Сумского государственного педагогического университета имени А. С. Макаренко (1996—2004)[350].
- Ишханов, Борис Саркисович (81) — российский физик, доктор физико-математических наук, профессор, заведующий кафедрой общей ядерной физики физфака МГУ[351].
- Каздарли, Нурия (99) — алжирская актриса[352].
- Касабоглян, Левон Самвелович (34) — армянский футболист и тренер[353].
- Лестер, Энтони (84) — британский адвокат, член Палаты лордов (1993—2018)[354].
- Людтке, Курт (80) — американский сценарист, обладатель премии «Оскар» за лучший адаптированный сценарий[355].
- Подорога, Валерий Александрович (73) — российский философ, доктор философских наук (1992), профессор, сотрудник ИФ РАН[356].
- Саможиков, Александр Степанович (70) — советский и российский хакасский композитор[357].
- Халлиган, Брендан (84) — ирландский экономист и политический деятель, сенатор (1973—1977), депутат Европейского парламента (1979—1984)[358].
- Якобсон, Джефф (74) — американский фотограф[359].

## 8 августа
- Бартоли, Карло (89) — итальянский архитектор и дизайнер[360].
- Бей, Саломея (86) — канадская певица, актриса и композитор[361].
- Бьярнасон, Дора (73) — исландский социолог[362].
- Грулих, Томаш (69) — чешский политический деятель, сенатор (2006—2018)[363].
- Грюнберг, Эрих (95) — британский скрипач[364].
- Дуда, Анатолий Иванович (73) — украинский оперный певец, народный артист Украины (1999)[365].
- Исидор (Кириченко) (79) — архиерей Русской православной церкви, епископ (1987—1989), архиепископ (1989—2001) и митрополит (с 2001 года) Екатеринодарский и Кубанский[366].
- Кашаму, Буруджи (62) — нигерийский политический деятель, сенатор (2015—2019)[367] Архивная копия от 8 августа 2020 на Wayback Machine.
- Кормановский, Леонид Петрович (89) — российский учёный в области комплексной механизации животноводства и кормопроизводства, академик ВАСХНИЛ/РАСХН (1990—2013), академик РАН (2013)[368].
- Ламехов, Анатолий Алексеевич (89) — советский и российский капитан ледокольного флота, Герой Социалистического Труда (1984)[369].
- Лим, Альфредо (90) — филиппинский государственный деятель, мэр Манилы (1992—1998, 2007—2013), сенатор (2004—2007)[370].
- Лущик, Чеслав Брониславович (92) — советский и эстонский физик, член Эстонской академии наук (1989; член-корреспондент АН Эстонской ССР с 1964)[371].
- Очоа Урибе, Габриэль (90) — колумбийский футболист и футбольный менеджер[372].
- Розенвальд, Хельмут (91) — советский и эстонский композитор[373].
- Феррари, Жан-Луи (72) — французский историк[374].
- Хармелин, Юрий Аркадьевич (66) — советский и молдавский режиссёр, основатель и главный режиссёр (с 1978 года) кишинёвского театра «С улицы Роз»[375].
- Чумакова, Зулпа Супьяновна (68) — казахстанская поэтесса и журналистка[376].
- Шавьер, Шика (88) — бразильская киноактриса[377].
- Штеффен, Конрад (68) — швейцарский гляциолог; несчастный случай[378].
- Эргашев, Анвар (66) — узбекский композитор и дирижёр[379].

## 7 августа
- Бейлин, Бернард (97) — американский историк, лауреат Пулитцеровской премии (1968, 1987), иностранный член РАН (1994)[380].
- Бобринский, Борис Алексеевич (95) — богослов-модернист, протопресвитер Архиепископии русских церквей в Западной Европе Константинопольского патриархата[381].
- Вирц, Марк (76) — французский композитор, певец и музыкант[382].
- Гафури, Бахром (44) — таджикский эстрадный певец; ДТП[383].
- Глухов, Виктор Владимирович (67) — российский деятель культуры, вице-президент Гильдии продюсеров России; несчастный случай[384].
- Жумабаев, Туман Исраилович (58) — российский художник[385].
- Кашлун, Гюнтер (85) — западногерманский гребец академического стиля, победитель чемпионата Европы по академической гребле в Дуйсбурге (1957)[386].
- Комри, Адам (30) — канадский и американский хоккеист («Рочестер Американс», «Вустер Шаркс», «Лихай Вэлли Фантомс», «Сиракьюз Кранч», «Ютика Кометс», «Клагенфурт»); ДТП[387].
- Ле Кха Фьеу (88) — вьетнамский партийный и государственный деятель, генеральный секретарь ЦК Компартии Вьетнама (1997—2001)[388].
- Оджо, Майкл (27) — нигерийский и сербский баскетболист[389].
- Рейгль, Юдит (97) — венгерская и французская художница[390].
- Сориа, Лоренцо (68) — итальянский журналист, президент Голливудской ассоциации иностранной прессы (2003—2005, 2015—2017, с 2019 года)[391].
- Стюарт, Джин (89) — новозеландская пловчиха, бронзовый призёр летних Олимпийских игр в Хельсинки (1952)[392].
- Турецкий, Геннадий Геннадьевич (71) — советский пловец и российский тренер по плаванию, заслуженный тренер СССР[393].
- Чармоли, Тони (99) — американский танцовщик, хореограф и режиссёр[394].
- Штейнзальц, Адин (83) — израильский раввин, переводчик Талмуда на современный иврит, английский, русский и испанский[395].
- Штилькраут, Фред (81) — немецкий актёр[396].
- Эль Безас, Наима (46) — нидерландская писательница; самоубийство[397].

## 6 августа
- Браун, Линдси (76) — новозеландский деятель образования, ректор университета Отаго (2004—2008)[398].
- Дюггелин, Вернер (90) — швейцарский театральный режиссёр[399].
- Ерошин, Сергей Валериевич (47) — российский мотогонщик, семикратный чемпион России[400].
- Лапа, Фернанда (77) — португальская актриса[401].
- Леонтьев, Николай Иванович (92) — советский и российский конструктор ракетных двигателей, генеральный директор-генеральный конструктор КБхиммаш (1985—2001)[402].
- Коппер, Геррит (67) — нидерландский фокусник, чемпион мира (1979)[403].
- Лат, Мукунд (82) — индийский искусствовед[404].
- Макклюр, Уилберт (81) — американский боксёр, чемпион летних Олимпийских игр в Риме (1960)[405].
- Скоукрофт, Брент (95) — американский военный и государственный деятель, Советник президента США по национальной безопасности (1975—1977 и 1989—1993)[406].
- Стиглер, Бернар (68) — французский философ[407].
- Фонтана, Уэйн (74) — британский рок-музыкант[408].
- Хейде, Николай ван дер (84) — нидерландский кинорежиссёр[409][410].
- Чирков, Сергей Васильевич (72) — российский историк, археограф и краевед, сотрудник Института славяноведения РАН[411].
- Шаффер, Поль (95) — французский мемуарист, переживший Холокост[412].
- Шибл, Милован (78) — хорватский журналист и политический деятель, министр информации Хорватии (1990—1991)[413].

## 5 августа
- Абди, Хава (70) — сомалийский врач, правозащитница и благотворительница[414].
- Амадеу, Жезиу (73) — бразильский актёр[415].
- Белица, Исидора (52) — сербская писательница и драматург[416].
- Бентли, Эрик (103) — американский театральный критик и сценограф[417].
- Берардинелли, Хесус (61) — венесуэльский спортивный функционер, президент Федерации футбола Венесуэлы[418].
- Дехльви, Садия (63) — индийская писательница и журналист[419].
- Задикашвили, Мурад Вахтангович (73) — советский футболист, игрок казанского «Рубина» (1973—1977), российский футбольный тренер[420].
- Золотухин, Владимир Петрович (90) — советский и российский историк-американист, доктор исторических наук, профессор, сотрудник Института США и Канады РАН[421].
- Кьянезе, Марио (91) — итальянский художник[422].
- Майер, Стефан (90) — польский баскетболист, игрок и тренер национальной сборной[423].
- Мерецков, Владимир Кириллович (96) — советский военачальник, командующий войсками Северо-Кавказского военного округа (1980—1984), генерал-полковник (1978), сын К. А. Мерецкова[424].
- Морера, Мария Виктория (64) — испанский дипломат, посол Испании в Бельгии (2004—2007) и Германии (2017—2018)[425].
- Питерсен, Элмер (91) — американский скульптор[426].
- Робен, Пьер (92) — французский авиаконструктор[427].
- Родригес, Бланка (94) — венесуэльская общественная деятельница, первая леди Венесуэлы (1974—1979, 1989—1993), жена Карлоса Переса Родригеса[428].
- Тампль, Фредерик Жак (98) — французский писатель[429].
- Фёдорова, Ирэн Ефимовна (78) — российский общественный деятель, основатель Фонда имени Святослава Фёдорова, вдова Святослава Фёдорова[430].
- Хэмилл, Пит (85) — американский журналист и писатель[431].
- Шарма, Самир (44) — индийский киноактёр; самоубийство[432].
- Яковидис, Агафонас (65) — греческий певец и исполнитель народных песен[433].

## 4 августа
- Аллен, Фрэнсис Элизабет (88) — американский учёный в области вычислительных систем, член Национальной академии наук США (2010)[434].
- Алькази, Эбрахим (94) — индийский театральный режиссёр[435].
- Бонфис, Жан-Марк (57) — французский архитектор; погиб во время взрывов в порту Бейрута[436].
- Ван Лирд, Ваутер (57) — бельгийский актёр[437].
- Васильев, Владимир Германович (71) — советский и узбекский писатель[438].
- Вейнгартен, Изабель (70) — французская актриса[439].
- Гёшева, Кристина (88) — болгарская баскетболистка, победительница чемпионата Европы в Лодзи (1958)[440].
- Дуймич, Райко (65) — хорватский композитор[441].
- Иларде, Эдди (85) — филиппинский телеведущий и политический деятель, член Сената Филиппин[442].
- Карвер, Брент (68) — канадский киноактёр[443].
- Квачантирадзе, Этери Павловна (71) — российский эколог, доцент кафедры охраны труда МСХА[444].
- Костанза, Тони (52) — американский барабанщик (Machine Head, Crowbar)[445].
- Наджарян, Назар (61) — ливанский политический деятель, генеральный секретарь партии «Катаиб» (с 2018 года); погиб во время взрывов в порту Бейрута[446].
- Нилангекар, Шиваджирао (88) — индийский государственный деятель, главный министр Махараштры (1985—1986)[447].
- Прасада Рао, Вангапанду (77) — индийский поэт и поэт-песенник[448].
- Сантони, Рени (81) — американский киноактёр[449].
- Седлецкая, Ирена (91) — чешский скульптор[450].
- Сергеев, Виталий Прокопьевич (89) — советский и киргизский врач и организатор здравоохранения, народный врач СССР (1991)[451].
- Спенсер, Андре (56) — американский баскетболист[452].
- Стреляу, Ян (89) — польский психолог, член Польской академии наук[453].
- Султанбаев, Темирболат Жумасилович (79) — казахстанский травматолог, член-корреспондент АМН Казахстана[454].
- Суранг, Мустафа (71) — сенегальский государственный деятель, министр Вооружённых Сил (2011—2012)[455].
- Хантер, Уилли (80) — шотландский футболист, игрок национальной сборной[456].
- Ху Пин (90) — китайский государственный деятель, министр коммерции КНР (1988—1993)[457].
- Чжао Цзыци (105) — тайваньский политический деятель[458].
- Шах, Карам Али (86) — пакистанский государственный деятель, губернатор Гилгит-Балтистана (2011—2015)[459].

## 3 августа
- Анвар, Дани (52) — индонезийский политический деятель, член Сената Индонезии[460].
- Белев, Никола Танев (89) — болгарский учёный в области ветеринарной медицины, иностранный член РАСХН (1997—2014), иностранный член РАН (2014)[461].
- Бенредуан, М'Хамед — алжирский государственный деятель, министр по делам религий (1991—1992)[462].
- Брамбилла, Эрнесто (86) — итальянский пилот Формулы-1[463].
- Гейдаров, Фаттах Самед оглы (82) — азербайджанский государственный деятель, депутат Милли меджлиса (с 1995 года)[464].
- Гольденберг, Билли (84) — американский композитор[465].
- Грау, Ширли Энн (91) — американская писательница, лауреат Пулитцеровской премии[466].
- Давыдов, Владимир Николаевич (71) — российский писатель и переводчик[467].
- Жуарес, Бениту (86) — бразильский дирижёр[468].
- Касоев, Лаврентий Павлович (71) — южноосетинский художник[469].
- Классен, Ральф (64) — канадский хоккеист («Калифорния Голден Силз», «Кливленд Баронз», «Колорадо Рокиз», «Сент-Луис Блюз»)[470].
- Ледях, Геннадий Васильевич (92) — советский артист балета и балетмейстер, солист Большого театра (1951—1968), заслуженный артист РСФСР (1964)[471].
- Ло Бэйин (59) — тайваньская актриса[472].
- Мартин, Шон (69) — американский и канадский карикатурист, иллюстратор и графический дизайнер[473].
- Метценмахер, Ральф (56) — немецкий художник, пионер ретро-арта[474].
- Набиев, Фирудин Хилал оглы (59) — азербайджанский государственный деятель, начальник Государственной миграционной службы Азербайджана (2012—2018); генерал-лейтенант[475].
- Наваеви, Мохаммад Реза (71) — иранский борец вольного стиля, бронзовый призёр чемпионата мира по борьбе в Тегеране (1973)[476].
- Окелл, Джон (86) — британский лингвист[477].
- Риваденейра, Инес (91) — испанская оперная певица (меццо-сопрано)[478].
- Смит, Майкл Питер (78) — американский певец и автор песен[479].
- Тапонтсанг, Адэ (88) — тибетская диссидентка и политическая заключённая[480].
- Туйчиев, Махмуд (68) — узбекский кинорежиссёр и киносценарист[481].
- Хьюм, Джон (83) — североирландский политический деятель, лауреат Нобелевской премии мира (1998)[482].

## 2 августа
- Амара, Саид (87) — алжирский футболист, игрок национальной сборной Алжира[483].
- Арешян, Григор Евгеньевич (71) — армянский археолог и государственный деятель, государственный министр Армении (1991—1992)[484].
- Брюханов, Валерий Михайлович (75) — советский и российский нефролог, доктор медицинских наук (1986), профессор (1987), ректор АГМИ/АГМУ (1988—2014)[485].
- Ван Хай (94) — китайский лётчик-ас, командующий ВВС НОАК (1985—1992)[486].
- Гришук, Леонид Иванович (69) — белорусский художник и график[487].
- Декамп, Мари-Элен (82) — французская политическая деятельница, депутат Европейского парламента (2002—2009)[488].
- Кришнасами В. (72) — малайзийский футболист, игрок национальной сборной (1970—1976), участник летних Олимпийских игр (1972)[489].
- Кутрунов, Владимир Николаевич (74) — российский математик, доктор физико-математических наук, профессор кафедры алгебры и математической логики ТюмГУ; ДТП[490][491].
- Леонетти, Жан-Луи (82) — французский футболист («Марсель», «Руан», «Ангулем») и тренер[492].
- Нифантьев, Эдуард Евгеньевич (87) — российский химик, член-корреспондент РАН (2000)[493].
- Новак, Ларри (87) — американский джазовый пианист[494].
- Ормрод, Марк (62) — британский историк[495].
- Понтин, Кит (65) — валлийский футболист, игрок национальной сборной Уэльса[496].
- Райленд, Боб (100) — американский теннисист, первый афроамериканец, ставший профессионалом[497].
- Рахимбекова, Салтанат Темиркуловна (55) — казахстанская общественная деятельница, президент Гражданского альянса Казахстана[498].
- Ренан, Яэль (72—73) — израильская писательница и переводчик[499].
- Рэндэлл, Лесли (95) — британский киноактёр[500].
- Схепмакер, Ханс (69) — нидерландский режиссёр[501].
- Таланкин, Дмитрий Игоревич (59) — российский композитор, сценарист и режиссёр-документалист, сын Игоря Таланкина[502].
- Ушкемпиров, Жаксылык Амиралыулы (69) — советский борец греко-римского стиля, чемпион летних Олимпийских игр в Москве (1980), чемпион мира (1981), заслуженный мастер спорта СССР (1980), Герой Труда Казахстана (2017)[503].
- Флейшер, Леон (92) — американский пианист и дирижёр[504].
- Чипмен, Джерри (79) — американский актёр[505].

## 1 августа
- Анайя, Хосе Висенте (73) — мексиканский писатель и поэт[506].
- Андреев, Вадим Константинович (93) — советский военачальник, командующий ВВС Московского военного округа (1976—1983), генерал-полковник авиации (1980)[507].
- Аранда, Пабло (52) — испанский писатель[508].
- Брагалья, Леонардо (87) — итальянский актёр и писатель[509].
- Бримли, Уилфорд (85) — американский актёр и певец[510].
- Вилкомирский, Юзеф (94) — польский виолончелист, дирижёр и композитор[511].
- Григорьев, Александр Александрович (65) — белорусский художник[512] Архивная копия от 4 августа 2020 на Wayback Machine.
- Диаманте, Хулио (89) — испанский режиссёр и сценарист[513][514].
- Дюпон, Алекс (66) — французский футбольный тренер («Седан», «Аяччо», «Брест»)[515].
- Креер, Витольд Анатольевич (87) — советский легкоатлет, двукратный бронзовый призёр летних Олимпийских игр: в Мельбурне (1956) и в Риме (1960), заслуженный мастер спорта СССР (1965), заслуженный тренер СССР (1972)[516].
- Куценков, Анатолий Акимович (91) — советский и российский индолог, доктор исторических наук (1974), главный научный сотрудник ИВ РАН[517].
- Лиотард, Картика (49) — нидерландский государственный деятель, депутат Европейского парламента (2004—2014)[518].
- Поллок, Том (77) — американский продюсер[519].
- Сантони, Рени (81) — американский актёр[520].
- Синай, Хосро (79) — иранский кинорежиссёр[521].
- Сингх, Амар (64) — индийский политический деятель, депутат Раджья сабхи (с 1996 года)[522].
- Стефанович, Димитрие (90) — югославский и сербский музыковед, академик Сербской академии наук и искусств[523].
- Сыров, Михаил Иванович (88) — советский и российский оперный певец, солист Воронежского государственного театра оперы и балета, заслуженный артист России (1999)[524].
- Ушаев, Григорий Саулович (97) — советский и российский художник, архитектор и дизайнер, академик РАХ (2017), заслуженный художник РФ (1994)[525].
- Хорват, Фери (78) — словенский политический деятель, спикер Национальной ассамблеи Словении (2004)[526].
- Чокою, Эмиль (71) — румынский художник и фотограф[527].
- Шерага, Харольд (98) — американский биофизик, член Национальной академии наук США (1966)[528].